# Algodonales
Algodonales is een gemeente in de Spaanse provincie Cádiz in de regio Andalusië met een oppervlakte van 134 km². In 2007 telde Algodonales 5726 inwoners.

## Demografische ontwikkeling
Bron: INE, 1857-2011: volkstellingen